# Nachal ha-Ari
Nachal ha-Ari (hebrejsky נחל הארי) je vádí v Horní Galileji, v severním Izraeli.

## Popis
Začíná v nadmořské výšce okolo 900 metrů na severním okraji hory Har Kfir, jižně od hory Har Hilel, v jižní části masivu Har Meron. Směřuje pak nejprve k západu, kde se dotýká okraje města Bejt Džan a vrchu Har ha-Ari. Zde se obrací k jihu a zároveň se prudce zařezává do terénu a vytváří hluboký kaňon, kterým se prudce spouští do údolí Chananija, přičemž ze západu míjí vesnici Ejn al-Asad. Během zhruba 3 kilometrů zde výškový rozdíl dosahuje víc než 500 metrů. Vádí je v tomto úseku turisticky využívané. Vedení města Bejt Džan zde obnovilo příkrou turistickou stezku. Podél vádí se zde nachází několik pramenů. Například Ejn Lavi'ja (עין לביאה) nebo Ejn ha-Ari (עין הארי) s vodní nádrží o hloubce 2 metry. Na dolním toku potom vádí vede k jihovýchodu po rovinatém dnu údolí Chananija, kde z východu míjí vesnici Moran, u níž zprava ústí do vádí Nachal Calmon.